# Мало Село (Арад)
Мало Село (рум. Satu Mic) је насељено место општине Шилиндија у жупанији Арад у Румунији. Према попису из 2021 године било је 193 становника. 

## Становништво
Према попису становништва из 2011. године у насељу је живело 209 становника. 
| Етнички састав према попису из 2011. године‍ | Етнички састав према попису из 2011. године‍ | Етнички састав према попису из 2011. године‍ | Етнички састав према попису из 2011. године‍ | Етнички састав према попису из 2011. године‍ |
| ------------------------------------------- | ------------------------------------------- | ------------------------------------------- | ------------------------------------------- | ------------------------------------------- |
|                                             |                                             |                                             |                                             |                                             |
| Румуни                                      | Румуни                                      |                                             | 144                                         | 68,9%                                       |
| Мађари                                      | Мађари                                      |                                             | 55                                          | 26,3%                                       |